# Vakantiehuis For Life
Vakantiehuis For Life was een programma dat van 2021 werd uitgezonden op VTM. Het programma werd gepresenteerd door Julie Van den Steen.
Op 11 juli 2022 startte het tweede seizoen.

## Concept
Vijf duo's moeten een vakantiehuis opknappen in de Ardennen en tussendoor verschillende proeven doen. Ze staan onder deskundige toezicht van werfleider Sanchez (seizoen 1) / Johny (seizoen 2). De jury bestond in seizoen 1 uit Dina Tersago en Marc Coucke. In seizoen 2 worden zij bijgestaan door Anne-Catherine Gerets.
| Overzicht             | Seizoen 1 | Seizoen 2 |
| --------------------- | --------- | --------- |
| Julie Van den Steen   |           |           |
| Dina Tersago          |           |           |
| Marc Coucke           |           |           |
| Anne-Catherine Gerets |           |           |
| Werfleider Sanchez    |           |           |
| Werfleider Johny      |           |           |

 Jurylid
 Werfleider
 Presentatie

## Seizoen 1
| Duo's | Duo's       | Leeftijd | Woonplaats        | Beroep                    | Relatieband          |
| ----- | ----------- | -------- | ----------------- | ------------------------- | -------------------- |
| 1     | Erwin       | 52       |                   | Verhuizer                 | Vader en dochter     |
| 1     | Amy         | 26       | Digital marketeer |                           | Vader en dochter     |
| 2     | Christopher | 27       | Deurne            | Administratief medewerker | Koppel               |
| 2     | Hannah      | 27       | Leuven            | Verpleegkundige           | Koppel               |
| 3     | Ewoud       | 39       |                   | Ontwerper                 | Koppel               |
| 3     | Tim         | 37       | Event planner     |                           | Koppel               |
| 4     | Pauline     | 24       | Content creator   | Vriendinnen               |                      |
| 4     | Melissa     | 31       | Kempen            | Vriendinnen               | Leerkracht/fotografe |
| 5     | Lodewijk    | 24       | Gent              | Opvoeder                  | Vrienden             |
| 5     | Marcel      | 25       | Gent              | Boomchirurg               | Vrienden             |

Het eerste seizoen werd gewonnen door Ewoud en Tim. Zij kregen hun vakantiehuis.

## Seizoen 2
| Duo's | Duo's  | Leeftijd | Woonplaats         | Relatieband  |
| ----- | ------ | -------- | ------------------ | ------------ |
| 1     | Junior | 22       | Kapelle-Op-Den-Bos | Broer en zus |
| 1     | Laura  | 26       | Kapelle-Op-Den-Bos | Broer en zus |
| 2     | Dylan  | 33       | Gottem             | Vrienden     |
| 2     | Glenn  | 33       | Oudenaarde         | Vrienden     |
| 3     | Mats   | 20       | Gent               | Studenten    |
| 3     | Lobke  | 22       | Gent               | Studenten    |
| 4     | Mariam | 33       | Genk               | Zussen       |
| 4     | Asma   | 30       | Genk               | Zussen       |
| 5     | Anke   | 25       | Aarschot           | Vriendinnen  |
| 5     | Sophie | 23       | Aarschot           | Vriendinnen  |

Het tweede seizoen werd gewonnen door Junior en Laura. Zij kregen hun vakantiehuis.